# Gunnar Thoroddsen
Gunnar Thoroddsen (ur. 29 grudnia 1910 w Reykjavíku, zm. 25 września 1983 tamże) – islandzki polityk, prawnik, dyplomata i samorządowiec, poseł do Althingu, minister, działacz Partii Niepodległości, od 1980 do 1983 premier Islandii.

## Życiorys
Z wykształcenia prawnik, absolwent Uniwersytetu Islandzkiego, na którym doktoryzował się w 1968. Kształcił się również w zakresie nauk politycznych i prawa karnego w Danii, Niemczech i Wielkiej Brytanii. Praktykował jako prawnik, wykładał również na macierzystej uczelni. Zaangażował się w działalność polityczną w ramach Partii Niepodległości. Był wieloletnim parlamentarzystą, mandat deputowanego sprawował w okresach 1934–1937, 1942–1965 i 1971–1983. Od 1938 do 1962 związany również ze stołecznym samorządem, w latach 1947–1959 pełnił funkcję burmistrza Reykjavíku. W latach 1959–1965 zajmował stanowisko ministra finansów, następnie do 1969 był ambasadorem Islandii w Danii. W 1968 kandydował w wyborach prezydenckich, ubiegając się o urząd zajmowany dotąd przez swojego teścia Ásgeira Ásgeirssona. Został jednak pokonany w głosowaniu przez Kristjána Eldjárna.
W 1971 został profesorem na Uniwersytecie Islandzkim. W latach 1974–1978 był ministrem przemysłu i spraw społecznych. W lutym 1980 został powołany na urząd premiera, ustąpił z tego stanowiska w maju 1983 na kilka miesięcy przed swoją śmiercią.
Był żonaty z Valą Ásgeirsdóttir Thoroddsen, miał czworo dzieci.